# T-Mobile Park
T-Mobile Park – бейсбольний стадіон в місті Сіетл, штат Вашингтон. Домашня арена клубу Американської ліги MLB Сіетл Маринерс. Стадіон має розсувний дах та вміщує 47,929 глядачів. 

## Історія
Трохи більше двадцяти років Сіетл Маринерс проводили свої матчі на стадіоні Kingdome — стадіоні закритого типу з куполоподібним дахом. На момент його відкриття у 1970-х він був революційним, але вже в 1990-х роках коли почалась нова хвиля будівництва бейсбольних стадіонів, Kingdome вже виглядав застарілим. Маринерс потребували нового стадіону для збільшення доходів, позаяк на старому стадіоні вони в 1993 та 1994 втрачали 17 та 20 мільйонів доларів. У лютому 1997 Маринерс представили план нового стадіону. Арена слідувала тому ж нео-традиційному стилю як і інші побудовані в 90-х роках бейсбольні стадіони. Він має цегляний фасад, натуральне трав’яне поле, та розсувний дах. Розсувний дах був необхідний позаяк у Сіетлі дуже багато дощових днів у році . 
Перша гра на стадіоні відбулась 15 липня 1999, тоді Маринерс програли Сан-Дієго Падрес з рахунком 2-3. 
У червні 1998, клуб підписав контракт на продаж прав на назву стадіону з місцевою страховою компанією Safeco Insurance на 20 років та вартістю 40 мільйонів доларів. Після завершення строку контракту у 2018 році, права на назву стадіону викупила компанія T-Mobile уклавши контракт на 25 років вартістю 87.5 мільйонів доларів. 
10 липня 2001 стадіон приймав Матч всіх зірок MLB в якому Американська ліга обіграла Національну з рахунком 4-1.

## Розсувний дах
Дах накриває увесь стадіон, однак не закриває його повністю, створюючи "ефект парасольки", тим самим дозволяє проникненню свіжого повітря. Він покриває площу майже 9 акрів (36 400 м²), та важить 22 мільйони фунтів, а кількості сталі з якої він збудований вистачить на зведення 55 поверхового хмарочосу. Три пересувні панелі рухаються на 128 сталевих коліщатках, які приводять у рух 96 електро-моторів потужністю десять кінських сил. Час за який дах закривається або відкривається складає приблизно 10-20 хвилин (в залежності від погодних умов). 

## Розміри поля
- Left Field – 331 ft (101 m)
- Left-Center – 378 ft (115 m)
- Center Field – 401 ft (122 m)
- Right-Center – 381 ft (116 m)
- Right Field – 326 ft (99 m)
- Backstop – 69 ft (21 m)

## Галерея

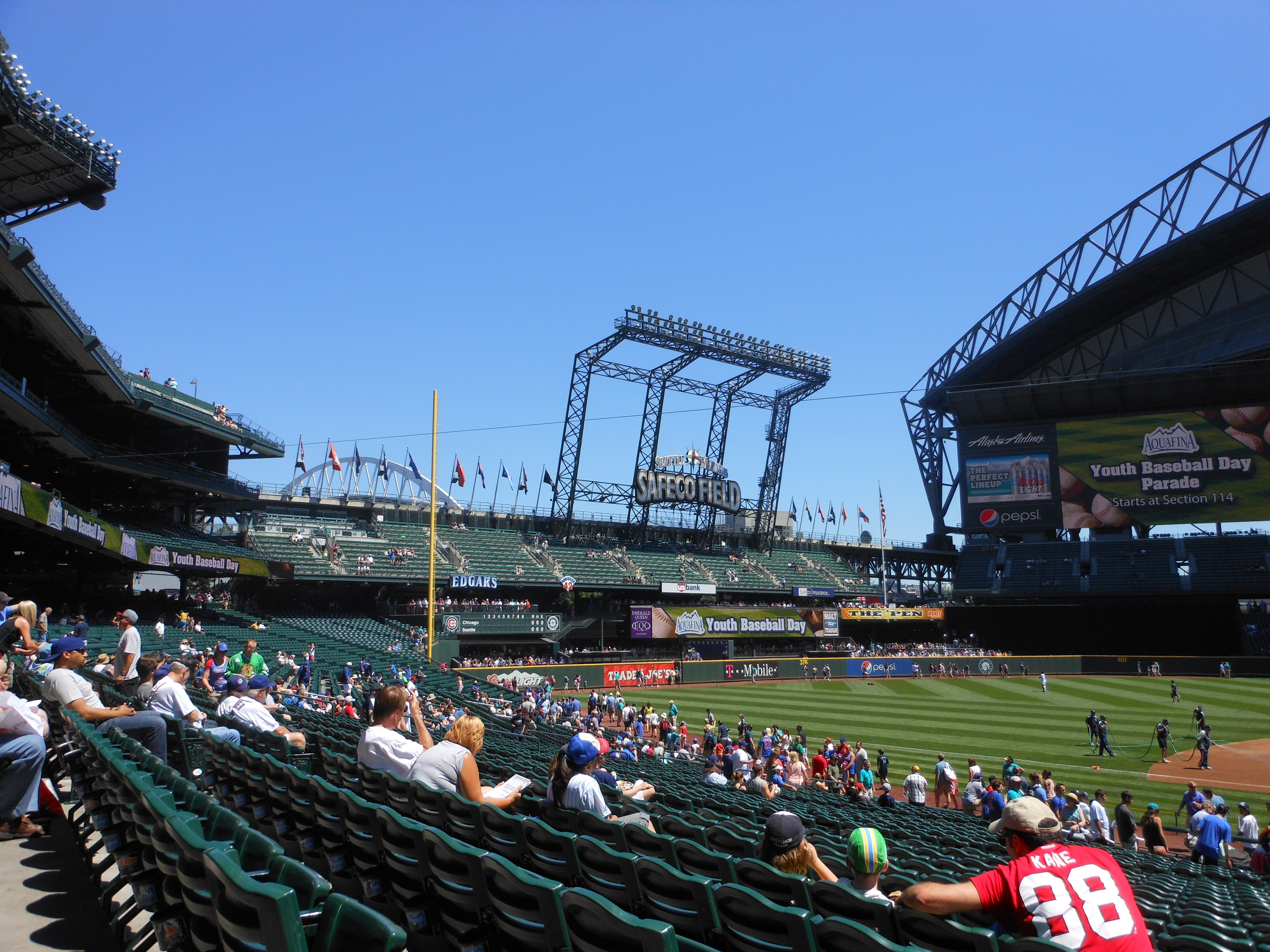
Industrial District, Seattle, WA, USA - panoramio (12)

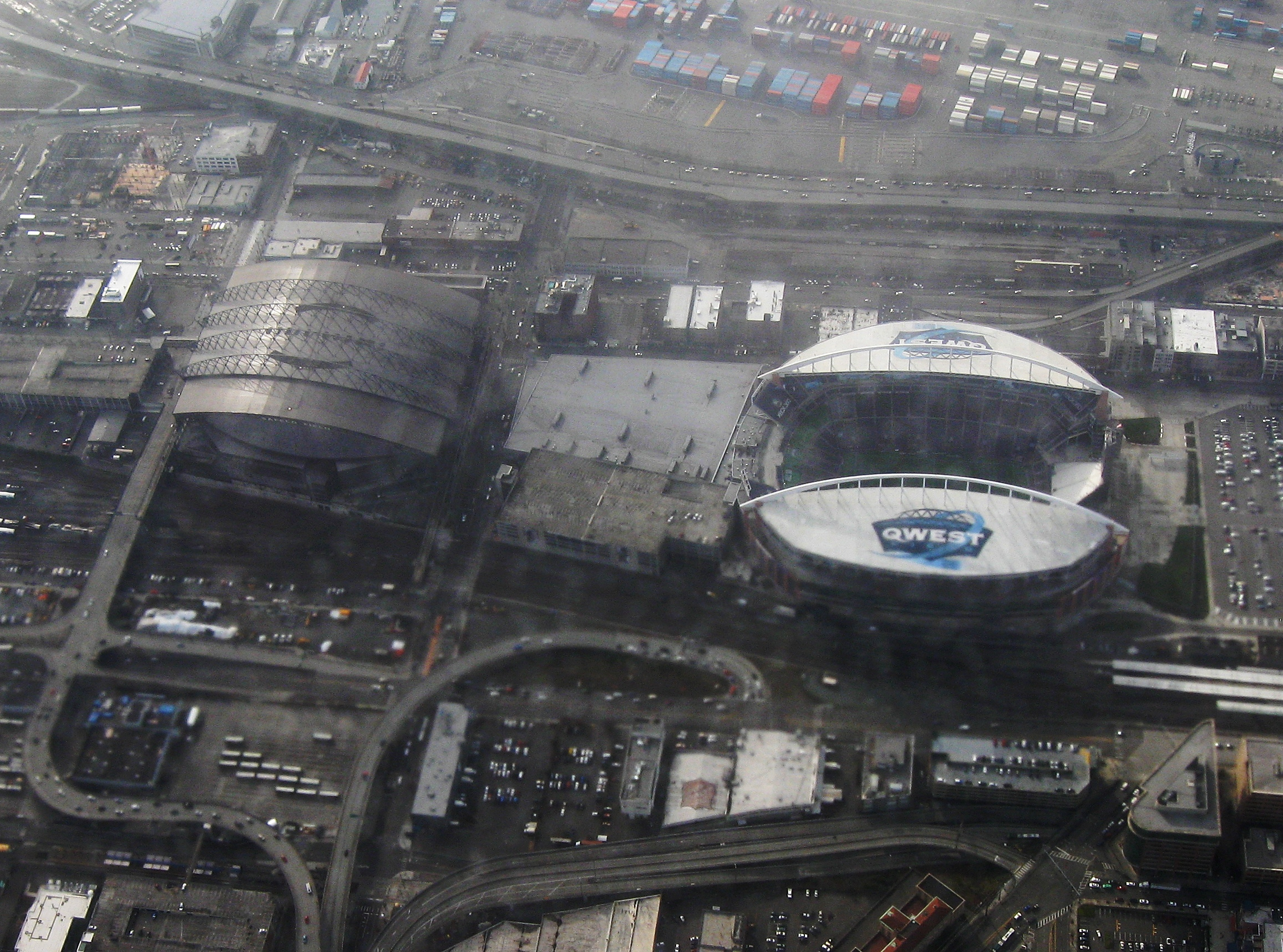
Знімок з повітря T-Mobile Park(зліва) та CenturyLink Field (зправа)
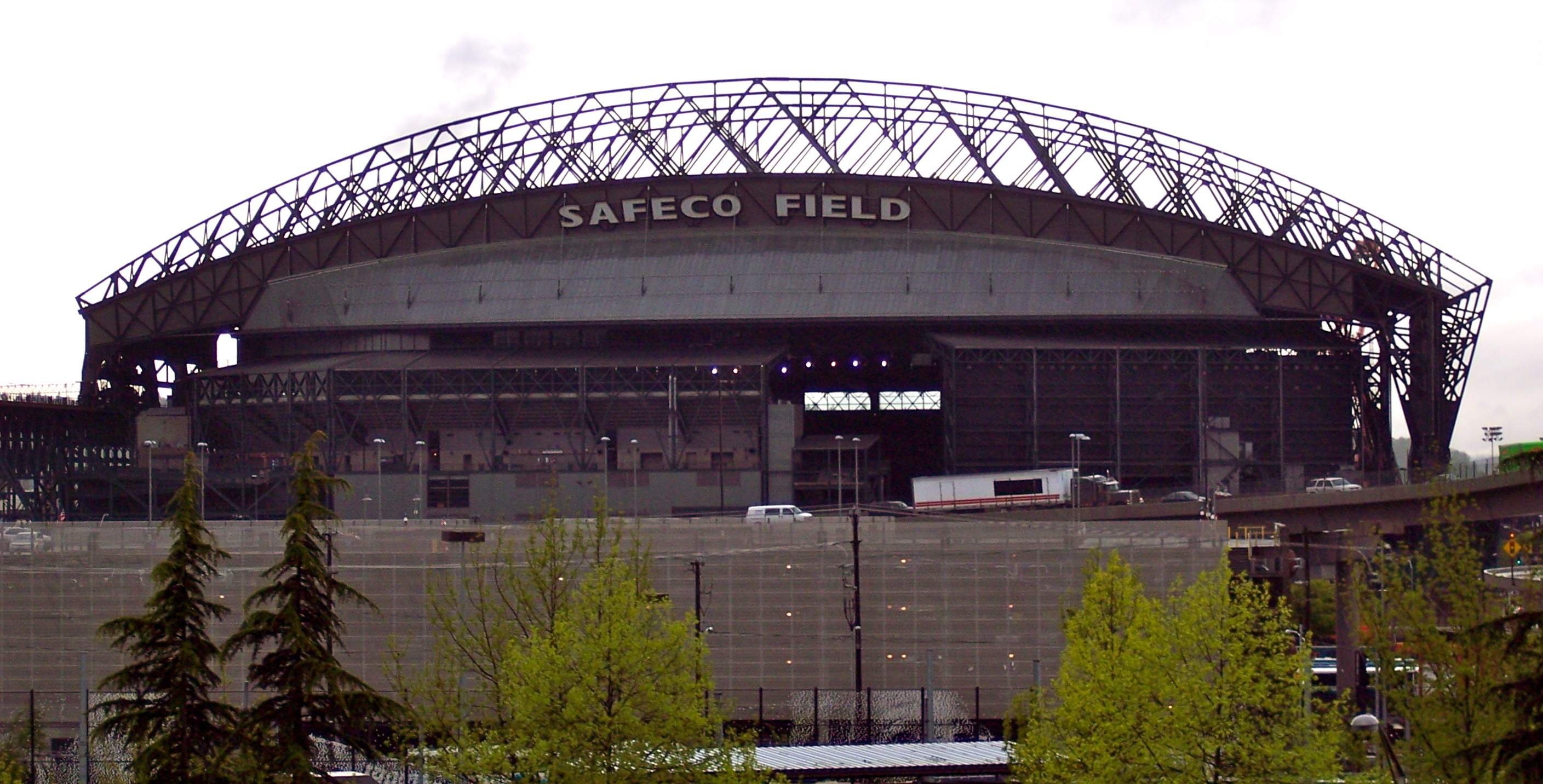
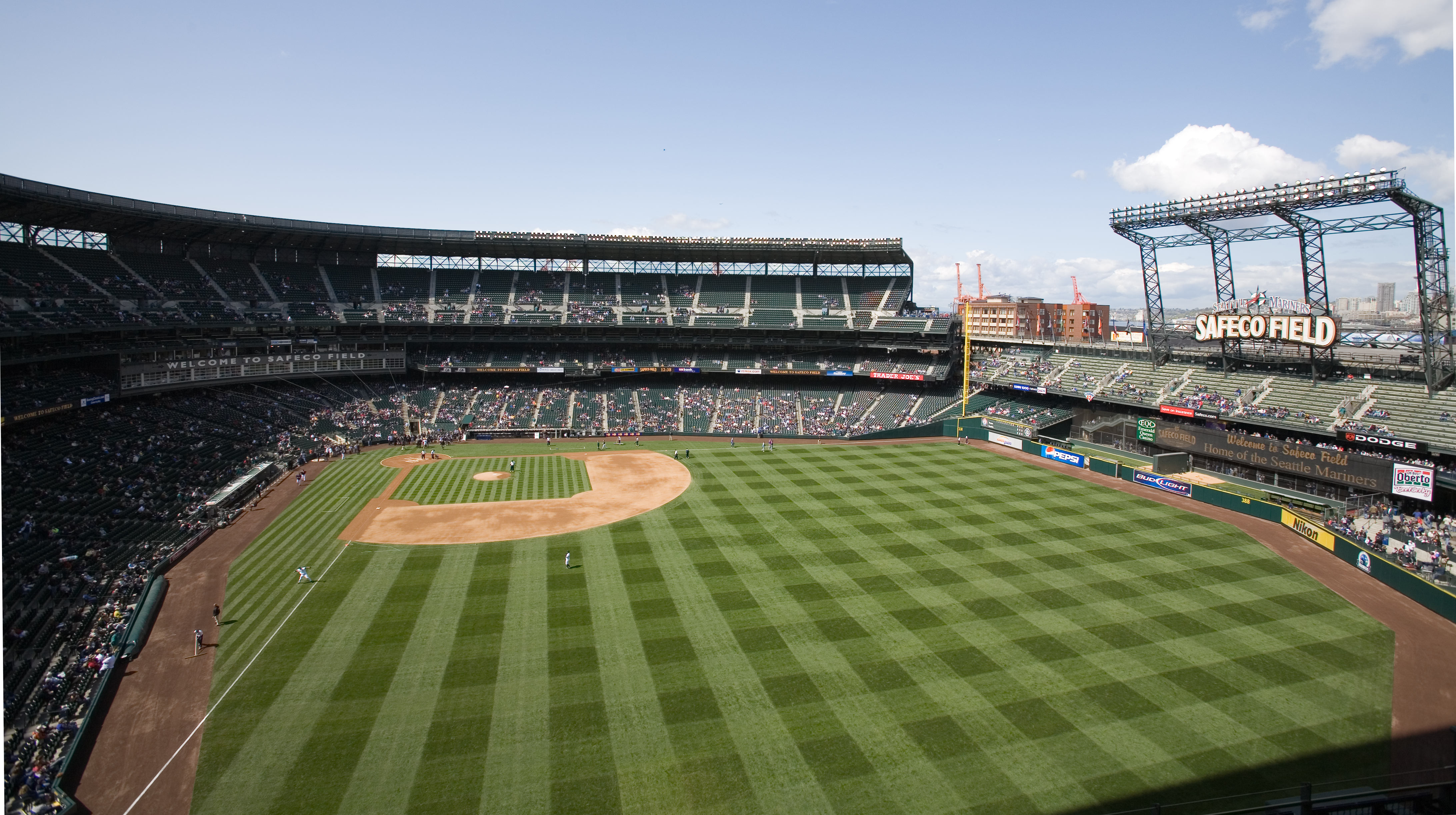
SafecoFieldOF2
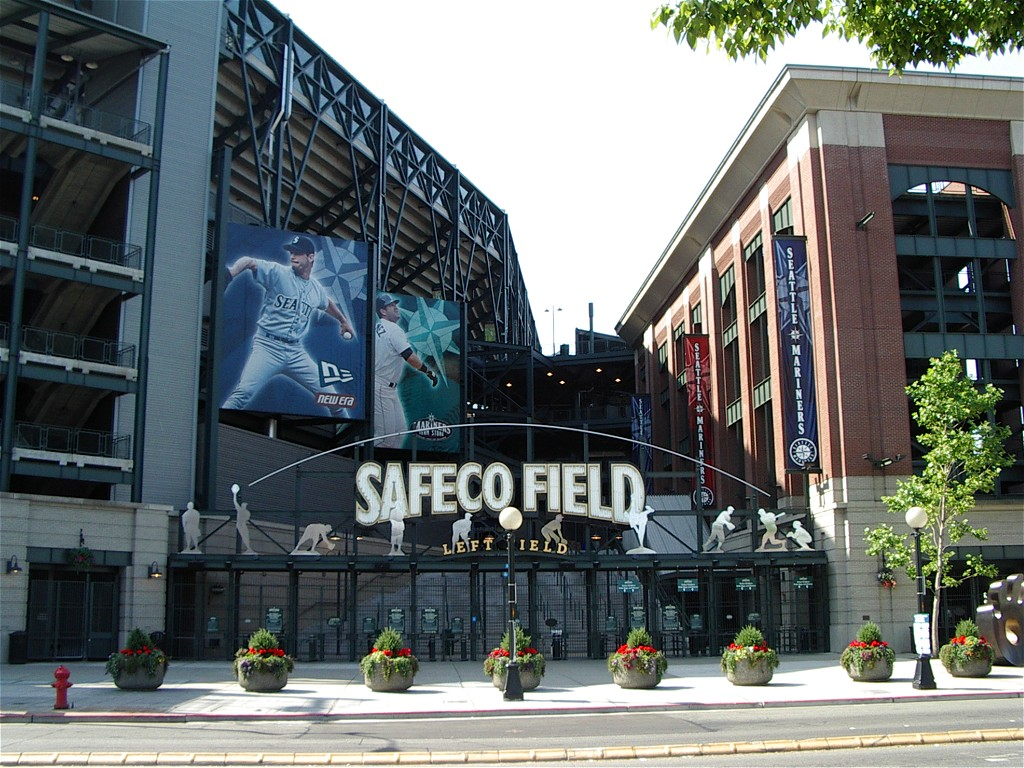
Seattle Safeco Field 01